# تاكاهيرو ناكاساتو
تاكاهيرو ناكاساتو (باليابانية: 中里 崇宏) (29 مارس 1990 في طوكيو في اليابان – )؛ هو لاعب كرة قدم ياباني سابق كان يلعب كلاعب وسط.

## وصلات خارجية
- تاكاهيرو ناكاساتو على موقع رابطة كرة القدم اليابانية للمحترفين (اليابانية)
- تاكاهيرو ناكاساتو على موقع دوري كوريا الجنوبية (الإنجليزية)
- تاكاهيرو ناكاساتو على موقع قاعدة بيانات كرة القدم.إي يو (الإنجليزية)
- تاكاهيرو ناكاساتو على موقع Soccerway.com (الإنجليزية)
- تاكاهيرو ناكاساتو على موقع عالم كرة القدم.نت (الإنجليزية)